# Leptopelis vermiculatus
Leptopelis vermiculatus is een kikker uit de familie Arthroleptidae. De soort werd voor het eerst wetenschappelijk beschreven door George Albert Boulenger in 1909. Oorspronkelijk werd de wetenschappelijke naam Hylambates vermiculatus gebruikt.

## Uiterlijke kenmerken
Deze grote soort kan ongeveer 8 centimeter lang worden, maar mannetjes blijven rond de 6 cm. De kleur is variabel en verandert naarmate de kikker ouder wordt; jonge dieren zijn grasgroen met vele kleine onregelmatige vlekjes, later ontstaat een donkere kleur rug en lichtere flanken. Oudere dieren kleuren meer groenbruin op de rug, vrouwtjes neigen meer naar bruin dan mannetjes, er zijn twee kleurfasen. De onderzijde is witgeel van kleur, de poten zijn gebandeerd. De zijkanten van de flanken zijn wit met zwarte dwarsstrepen, bij jonge dieren hebben ook de tenen deze kleur. De grote ogen staan meer vooraan de kop en zijn evenals de hechtschijven opvallend groot.

## Algemeen
De kikker is endemisch in het Afrikaanse land Tanzania, en is te vinden in bergbossen waar de kikker op takjes langs de waterkant zit. De soort komt alleen in berggebieden voor, zoals in het Usambaragebergte en het Rungwegebergte. Het is een schemeractieve soort die overdag schuilt in struiken en 's nachts op jacht gaat naar kleine ongewervelden, maar vanwege zijn grootte worden ook wel kleine gewervelden gegrepen.
De paartijd start met het regenseizoen, de hoge tik-achtige paargeluiden van de mannetjes kunnen zeer hard zijn en dragen ver. De ontwikkeling is opmerkelijk; de eitjes worden in de bodem begraven, maar als de kikkervisjes uitkomen kruipen ze naar het water waar ze zich verder ontwikkelen, ze hebben dus wel oppervlaktewater nodig voor de ontwikkeling.

### Galerij

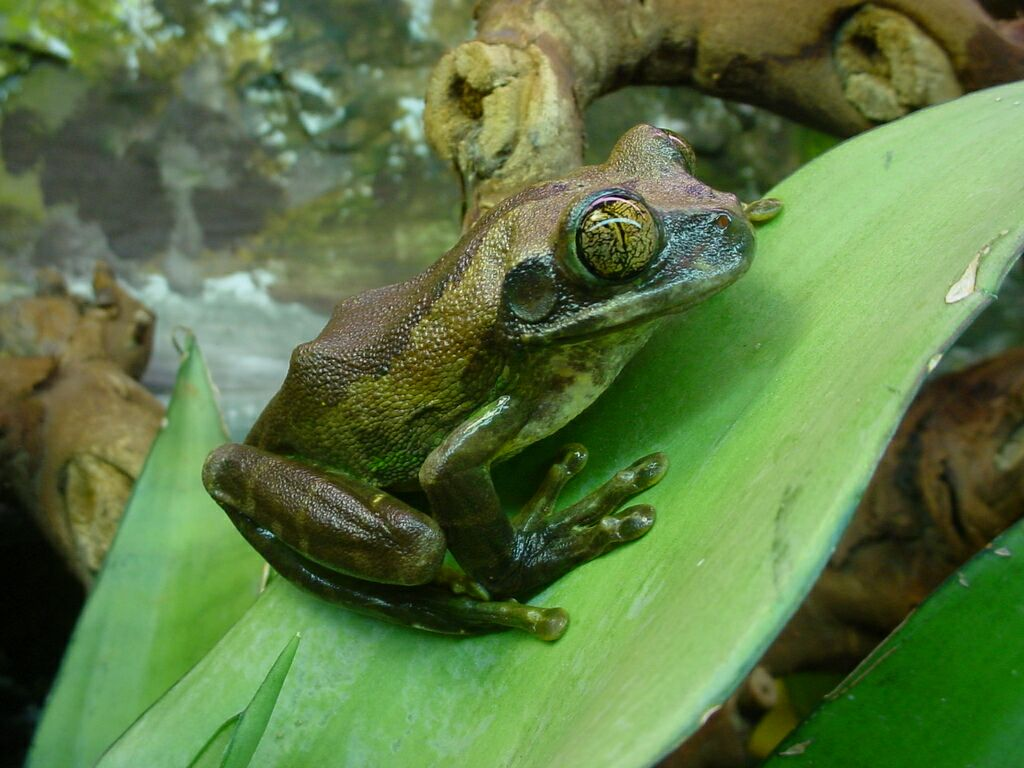
Vrouwtje
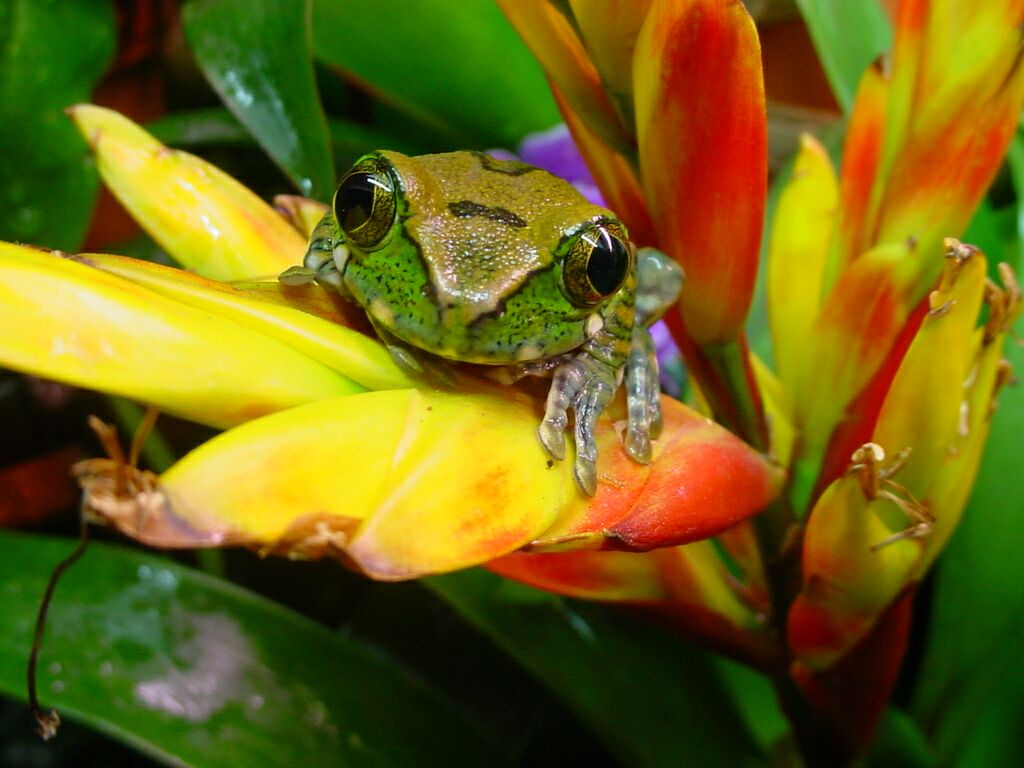
Mannetje
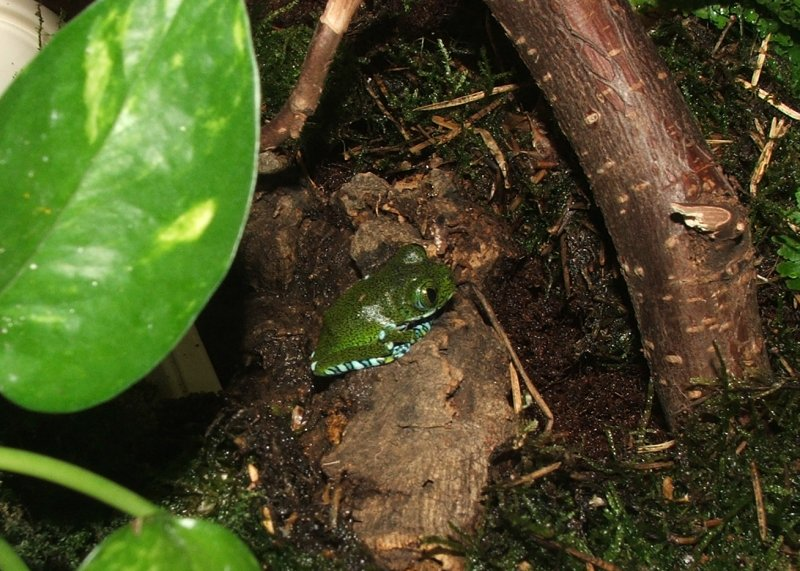
Juveniel